# Pustelnia Glińska
Pustelnia Glińska (ukr. Глинська пустинь), oficjalnie Glińska Pustelnia Narodzenia Matki Bożej – prawosławny męski klasztor w Sosniwce (rejon głuchowski obwodu sumskiego Ukrainy), o statusie stauropigialnym w strukturze Ukraińskiego Kościoła Prawosławnego Patriarchatu Moskiewskiego.  
Jeden z najważniejszych ośrodków życia monastycznego w granicach Ukrainy, historycznie jeden z ośrodków, w którym rozwijała się rosyjska tradycja starcostwa – kierownictwa duchowego starszych i doświadczonych mnichów nad młodszymi członkami wspólnoty zakonnej oraz nad osobami świeckimi.

## Historia

### Początki
Według legendy zapisanej w I połowie XIX w. przez przełożonego monasteru Filareta (Danilewskiego) w miejscu, gdzie znajduje się monaster, w I połowie XVI w. grupa pszczelarzy odnalazła na sośnie cudotwórczą ikonę Narodzenia Matki Bożej. Kaplicę, która powstała na tym miejscu, prawdopodobnie wznieśli mnisi z Pustelni Mołczeńskiej w Putywlu. W końcu XVI w. miejscowy chłop Foma Mironow zbudował w miejscu objawienia drewnianą cerkiew, przy której być może żyła grupa mnichów. Gramota carów Iwana VI i Piotra wydana w 1693 potwierdza prawo monasteru w Putywlu do ziemi na tym miejscu, a cztery lata starsza gramota patriarchy moskiewskiego i całej Rusi Joachima zobowiązuje mnichów z tej wspólnoty do regularnego organizowania nabożeństw w miejscowej cerkwi. Pustelnia Glińska jako stale obsadzony monaster funkcjonował już z pewnością w 1703. Na początku XVIII w. metropolita kijowski Warłaam podporządkował ją monasterowi Świętych Piotra i Pawła w Baturynie. Mecenasem monasteru był w I połowie tego samego stulecia książę Aleksandr Mienszykow, który podarował klasztorowi 5000 hektarów ziemi i zbudował w 1724 drugą drewnianą cerkiew Wniebowstąpienia Pańskiego. W 1731 monaster został podporządkowany Pustelni Mołczeńskiej. W 1764, podczas sekularyzacji majątków cerkiewnych, caryca Katarzyna II nie zdecydowała o likwidacji Pustelni Glińskiej, ale nie wyznaczyła też dla niej państwowego uposażenia – monaster pozostał nieetatowy. W tym roku w monasterze żyło 8 mnichów i 15 świeckich pracowników, zaś w 1785 – łącznie 35 mężczyzn. Już jednak na początku XIX w. liczba mieszkańców Pustelni Glińskiej spadła do kilku osób. W II połowie XVIII w. do monasteru kierowano białych (niezakonnych) duchownych, na których sądy cerkiewne nałożyły kary kanoniczne.
Kompleks monasteru składał się w 1764 z drewnianego soboru Narodzenia Matki Bożej, w którym wystawiona dla kultu była Glińska Ikona Matki Bożej, a główną dominantą wyposażenia był czterorzędowy ikonostas. Oprócz tej cerkwi w Pustelni Glińskiej znajdowała się mniejsza cerkiew św. Mikołaja (spłonęła w 1769), drewniana wolnostojąca dzwonnica, budynki mieszkalne dla przełożonego i mnichów, refektarz, kuchnia, piekarnia, spichlerze, dom dla pielgrzymów. W latach 1770–1781 wzniesiono murowany sobór Narodzenia Matki Bożej z bocznym ołtarzami św. Mikołaja i Przemienienia Pańskiego. Oprócz Glińskiej Ikony Matki Bożej w soborze szczególną czcią otaczana była Mołczeńska Ikona Matki Bożej oraz ikony św. Jana Teologa i św. patriarchy konstantynopolitańskiego Genadiusza. W 1812 monaster zbierał ofiary na potrzeby rosyjskiego wojska.

### Rozkwit monasteru w XIX w.
Okres sprawowania obowiązków przełożonego Pustelni przez Filareta (Danilewskiego), tj. lata 1817–1841, był czasem rozkwitu monasteru. Filaret wprowadził w klasztorze regułę wzorowaną na ustawach monasterów Athosu, stała się ona następnie wzorem dla kolejnych piętnastu monasterów Rosyjskiego Kościoła Prawosławnego. Liczba mnichów zaczęła ponownie rosnąć: w 1823 w klasztorze przebywało ponad 40 mężczyzn, w 1837 – około stu, zaś w 1885 – 89 mnichów, 57 posłuszników i 196 świeckich pracowników. W 1910 mnichów w Pustelni Glińskiej było 137, posłuszników – 100, zaś łączna liczba mieszkańców monasteru przekroczyła 500. W większości byli to chłopi. Biskup kurski Heliodor opisywał monaster jako miejsce, gdzie żyli wyłącznie mężczyźni wiernie wypełniający śluby mnisze. Wychowankowie Pustelni Glińskiej wielokrotnie byli kierowani w charakterze przełożonych do innych klasztorów oraz na placówki misyjne. Na przełomie XIX i XX w. Pustelnia Glińska stała się ośrodkiem starcostwa; większość mnichów-starców była uczniami zmarłego w 1841 Filareta (Danilewskiego). Od 1828 pustelni podlegał skit zbudowany na miejscu odnalezienia Glińskiej Ikony Matki Bożej
Dzięki pozyskaniu przez monaster licznych dobroczyńców, w tym kilkunastu rodzin arystokratycznych, w latach 1852–1864 przebudowany i powiększony został główny sobór klasztorny, w którym urządzono kolejne ołtarze boczne – św. Mitrofana z Woroneża i św. Tichona Zadońskiego oraz św. Aleksego Moskiewskiego i św. Aleksandry. Wcześniej, w latach 1826–1830 zbudowano cerkiew nadbramną Iwerskiej Ikony Matki Bożej, zaś w latach 1848–1850 – murowaną cerkiew Zaśnięcia Matki Bożej z bocznymi ołtarzami św. Barbary i św. Mikołaja. W 1897 kolejną świątynię, pod wezwaniem Podwyższenia Krzyża Pańskiego, urządzono w skrzydle, gdzie mieścił się klasztorny szpital. Mnisi wznieśli ponadto dom gościnny dla biskupa, osiem budynków dla przyjmowania pielgrzymów i gości, kuźnię, pralnię, księgarnię, pracownie rzemieślnicze, fabryczkę świec, a w 1890 dom pracy, w którym sieroty mogły znaleźć zatrudnienie i mieszkanie. W pracowniach rzemiosła prowadzona była nauka zawodu krawca, szewca, stolarza, tokarza, kowala, ślusarza, złotnika, sadownika, ogrodnika, rybaka, wytwórcy dywanów, uczono także ikonopisania. W 1890 zbudowano kamienną cerkiew Świętych Joachima i Anny w monasterskim skicie. Trzy lata później z inicjatywy archimandryty Joannicjusza zbudowano drugą pustelnię filialną z cerkwią Obrazu Chrystusa Zbawiciela Nie Ludzką Ręką Uczynionego. Przy Pustelni Glińskiej działała największa w eparchii kurskiej biblioteka, licząca w 1910 2 tys. tomów – ksiąg liturgicznych, teologicznych i literatury ascetycznej. 
W 1914 na terenie klasztoru urządzono lazaret i sanatorium dla rannych żołnierzy oraz przytułek dla sierot po poległych. Hieromnisi i 75 posłuszników Pustelni Glińskiej w 1915–1916 zostali skierowani na front. Po zakończeniu wojny w monasterze przebywało ok. 300 mężczyzn.

### XX wiek
W 1922 lokalne władze radzieckie ogłosiły zamknięcie monasteru. W latach 20. XX wieku wysadzono w powietrze wszystkie cerkwie klasztorne poza świątynią w dawnym szpitalu. Mienie świątyń zostało rozkradzione, Glińska Ikona Matki Bożej zaginęła. Budynki mieszkalne dla mnichów zaadaptowano w 1928 na spółdzielnię rolniczą, która od 1934 działała jako kołchoz Czerwony Październik. 

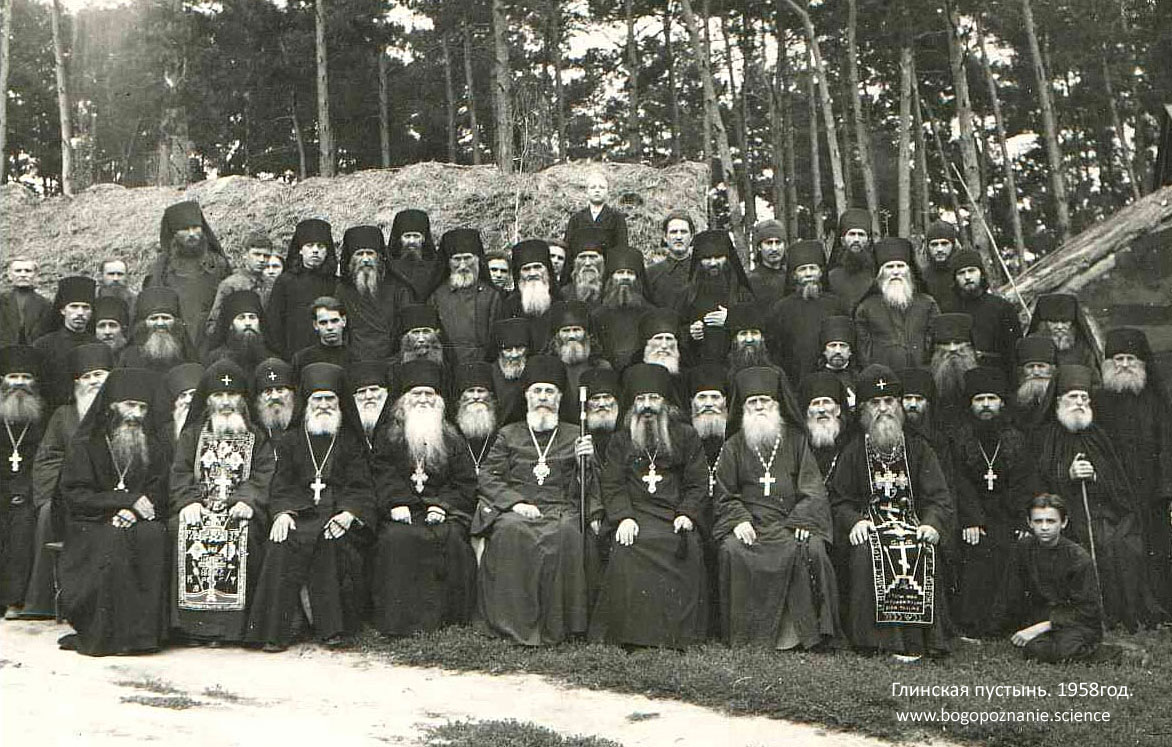
Mnisi Pustelni Glińskiej, 1958

Pustelnia Glińska została ponownie otwarta za zgodą okupacyjnych władz niemieckich w 1942, jej przełożonym został ponownie zarządzający monasterem do 1922 Nektariusz (Nużdin), którego rok później zastąpił Serafin (Amielin). Monaster pozostał czynny także po II wojnie światowej i do 1952 zgromadził 60-osobową wspólnotę (34 mnichów i 26 posłuszników), restytuowano tradycję starcostwa, a do klasztoru przybywali pielgrzymi z całego ZSRR. Ostatecznie w 1961, pod naciskiem władz, biskup czernihowski Andrzej zgodził się na likwidację monasteru. Jego zabudowania ponownie przeznaczono na cele świeckie: dom inwalidów, a następnie dom dla cierpiących na choroby neurologiczne i psychiczne.
W 1994 budynki Pustelni zostały zwrócone Rosyjskiemu Kościołowi Prawosławnemu. Dwa lata później restytuowany monaster pierwszy raz w swojej historii otrzymał status stauropigialnego. Kolejno odbudowywano cerkwie Iwerskiej Ikony Matki Bożej (1999), św. Mikołaja (2001), na miejscu dawnego skitu działa cudowne źródło i kaplica. Na początku XXI w. w klasztorze przebywało 15 mnichów.
Pustelnia Glińska w grudniu 2022 r. została ostrzelana przez wojsko rosyjskie w czasie inwazji na Ukrainę.